# جورج أدي
جورج أدي (بالإنجليزية: George Addy)‏، من مواليد 27 أبريل 1891، وتوفي سنة 1971، لاعب كرة قدم إنجليزي سابق، كان يلعب مركز لاعب وسط.

## مصدر
1. ↑  Michael Joyce. The Football League player's records 1888 to 1939. ISBN:1899468676.